# O Grande Mentiroso
O Grande Mentiroso (em inglês:  Big Fat Liar) é um filme de comédia dirigido por Shawn Levy, escrita e produzida por Dan Schneider e Brian Robbins e estrelado por Frankie Muniz, Paul Giamatti e Amanda Bynes. A trama principal gira em torno de um adolescente de 14 anos mentiroso chamado Jason Shepherd (Muniz), cuja redação criativa é roubado por um arrogante e ganancioso produtor de Hollywood chamado Marty Wolf (Giamatti), que planeja usá-lo para fazer um  filme de ficção do mesmo nome.

## Sinopse
Um garoto de 14 anos, Jason Shepherd (Frankie Muniz), é um verdadeiro expert na arte da mentira, sempre mentindo ou enrolando os outros para conseguir sair das mais diversas situações. Para tentar justificar o fato de não ter entregue um importante trabalho escolar, Jason diz para a professora que seu pai quase morreu entalado com uma almôndega. Entretanto a mentira é descoberta, o que faz com que Jason tenha que escrever uma redação de mil palavras em apenas três horas, sendo que caso não consiga terá de fazer o curso de verão. Usando sua imaginação fértil ele escreve a redação, mas ao ir para a escola, sua bicicleta (na verdade a da sua irmã) bate na limusine de Marty Wolf (Paul Giamatti), um produtor de cinema, que lhe dá uma carona, após Jason ameaçar processá-lo. Durante uma conversa, Jason percebe que Marty é um mentiroso, assim como ele. Na pressa ao sair do carro, Jason esquece a redação e ninguém crê que ele realmente tenha feito seu dever escolar, então ele é obrigado a fazer o curso de verão durante as férias. Ao ir ao cinema com Kaylee (Amanda Bynes), sua melhor amiga, Jason fica sabendo que Wolf pegou seu texto e o transformou num filme, que promete ser a grande sensação do ano. O que irrita mais Jason é que Marty fala que foi ele mesmo quem escreveu toda a história. Tentando recuperar a confiança de seu pai, Jason pega suas economias e junto com Kaylee deixa Greenbury, Michigan, e vai para Los Angeles, para fazer Wolf confessar que a ideia do filme foi roubada. Mas o que não poderia imaginar é que Marty é um grande pilantra, que não planeja de jeito nenhum fazer o que Jason deseja. Porém em Los Angeles ele e Kaylee encontram várias pessoas que odeiam Wolf, cheios de motivos para isso, e estão dispostas a fazer qualquer coisa para acabar com a carreira dele, em busca de vingança.

## Elenco
- Frankie Muniz como Jason Shepherd, um mentiroso patológico de 14 anos. Apesar do mau desempenho na escola, Jason é muito inteligente, criativo em redações e bom com tecnologia.
- Paul Giamatti como Marty Wolf, um produtor de Hollywood arrogante, ganancioso, prepotente, histérico e um mentiroso compulsivo. Ao contrário de Jason, ele não se importa em como sua atitude afeta os outros.
- Amanda Bynes como Kaylee, a melhor amiga, ajudante e fiel escudeira de Jason.
- Donald Faison como Frank Jackson, um simpático motorista de limusine e aspirante ator de Hollywood, que detesta Wolf e ajuda Jason e Kaylee na missão de derrotá-lo.
- Russell Hornsby como Marcus Duncan, chefe de Wolf e presidente da Universal Studios.
- Amanda Detmer como Monty Kirkham, a atenciosa assistente de Wolf, escravizada sempre por este.
- Michael Bryan French e Christine Tucci como Harry e Carol Shepherd, os pais de Jason e Janie.
- Sandra Oh como a Sra. Phyllis Caldwell, a professora de Inglês de Jason.
- Alex Breckenridge como Janie Shepherd, irmã mais velha de Jason.
- Rebecca Corry como Astrid Barker, a recepcionista no escritório Wolf Pictures.
- Jaleel White como Ele mesmo - Outro que detesta Wolf e é muitas vezes chamado por ele de Urkel (personagem de Jaleel no seriado Family Matters.
- Lee Majors como Vince, o dublê, velho, mas bem qualificado, muito insultado por Wolf.
- Sean O'Bryan como Leo.
- Amy Hill como Joscelyn Davis.
- John Cho como Dustin "Dusty" Wong, o diretor.
- Taran Killam como Bret Callaway. Ele é um musculoso e punk  skatista que consistentemente provoca Jason, e também tem uma queda por Kaylee, e que ajuda os dois, tomando conta da avó de Kaylee.
- Jake Minor como Aaron.
- Kyle Swann como Brett.
- Sparkle como Avó Pearl, avó senil e baixinha de Kaylee.
- Chris Ott como Shandra Duncan.
- Kenan Thompson, Dustin Diamond, Shawn Levy, Corinne Reilly, e Bart Myer como convidados da festa de Wolf.
- Brian Turk como Masher, um motorista de monster truck grandalhão e mal humorado, que entra em uma briga com Wolf e passa por cima do seu carro, após um incidente no trânsito.
- John Gatins como o motorista de um caminhão reboque.

## Recepção
O filme recebeu críticas mistas, obtendo uma classificação de "podre" no Rotten Tomatoes de 43%, com o consenso do site afirmando que "Embora não há nada que seja ofensivo sobre Big Fat Liar, ela está cheia de clichês de Hollywood e palhaçada caricatural, tornando-se estritamente para crianças".  No lado positivo, Roger Ebert e Richard Roeper no programa At the Movies da Disney-ABC Domestic Television deram ao filme "Dois polegares para cima". Alguns críticos elogiaram o filme como energético e espirituoso, outros o chamam de chato e estereotipado. No entanto, foi um sucesso financeiro, arrecadando $ 48360547 na bilheteria nacional e um total de $ 53970014 em todo o mundo, contra um orçamento de US $ 15 milhões.

## Trilha sonora
| N.º | Título                 | Música | Duração |  |
| 1.  | "Come on Come on"      |        | 2:33    |  |
| 2.  | "Conant Gardens"       |        | 3:03    |  |
| 3.  | "Me Myself and I"      |        |         |  |
| 4.  | "I Wish"               |        | 3:11    |  |
| 5.  | "Eye of the Tiger"     |        | 4:29    |  |
| 6.  | "Hungry Like the Wolf" |        | 3:41    |  |
| 7.  | "Blue (Da Ba Dee)"     |        | 4:40    |  |
| 8.  | "Diablo"               |        |         |  |
| 9.  | "Disco Inferno"        |        | 10:54   |  |
| 10. | "Party Time"           |        | 3:32    |  |
| 11. | "Backlash"             |        |         |  |
| 12. | "Where Ya At"          |        |         |  |
| 13. | "Mind Blow"            |        |         |  |
| 14. | "Right Here Right Now" |        |         |  |
| 15. | "Move It Like This"    |        | 3:51    |  |